# The Mamas and the Papas
The Mamas and the Papas (trecuți The Mama's and the Papa's pe albumul de debut) a fost un grup vocal din anii 1960. Trupa a activat din 1965 până în 1968 cu o scurtă reuniune în 1971, lansând cinci albume și zece hituri. Au vândut aproape 40 de milioane de discuri la nivel mondial.

## Istorie

### Formarea
Dupa destrămarea grupurilor folk The Mugwumps și The New Journeymen, John Phillips și Denny Doherty au format un nou grup împreună cu soția lui John, Michelle. Ultima membră care să se alăture trupei a fost Cass Elliot. Trupa s-a mutat o vreme pe insulele Virgine și, dupa ce au rămas fără bani, Michelle a reușit să faca rost de niște bani pentru ca trupa să se poată întoarce în New York. După o scurtă perioadă de timp în care au activat sub numele de The Magic Circle, și-au schimbat numele în The Mamas and the Papas și au semnat un contract valabil pe cinci albume cu Dunhill Records.

### Primele succese comerciale
Primul single al trupei, Go Where You Wanna Go, a fost lansat în 1965 dar a eșuat să intre în topuri. Totuși, al doilea single, California Dreamin', a fost lansat la sfârșitul anului 1965 și ajuns repede pe locul 4 în Statele Unite, în vreme ce în Regatul Unit a fost un succes mai modest, ocupând locul 23. Albumul de debut, If You Can Believe Your Eyes and Ears, a fost lansat la începutul anului 1966 și a fost primul și singurul album al trupei care să ocupe locul 1 în Billboard 200. În Regatul Unit a ocupat locul 3, fiind albumul cu cea mai bună clasare a trupei de acolo. Al treilea și ultimul single lansat de pe album a fost Monday Monday, fiind singura piesa a trupei care să ocupe locul 1 în Statele Unite. Melodia a adus succes trupei pe plan internațional, ocupând locul 3 în Regatul Unit.
Dupa ce s-a descoperit că Denny Doherty și Michelle Phillips au avut o relație au izbucnit niște tensiuni în cadrul trupei. Primul single de pe al doilea album, I Saw Her Again, este despre acea relație. O ocupat locul 5 în Statele Unite și locul 11 în Regatul Unit. Când albumul The Mamas and the Papas a fost lansat a ocupat locul patru în Statele Unite, continuând succesul trupei, dar a ocupat doar locul 24 în Regatul Unit. Words of Love a fost lansat ca al doilea single de pe album și a ocupat locul cinci în Statele Unite. În Regatul Unit a fost lansat ca un single dublu împreună cu Dancing in the Street însă a ocupat doar locul 47. Dancing in the Street a fost lansat ca ultimul single de pe album în Statele Unite și a ocupat locul 75.

### Deliver
Trupa a înregistrat al treilea album, Deliver. La încheierea primului act al festivalului Monterey Pop Festival din iunie 1967 trupa a avut o interpretare slabă. John și Michelle Phillips, împreună cu Lou Adler (producătorul trupei) au organizat festivalul și, potrivit unor interviuri, erau atât de ocupați cu pregătirea festivalului încât nu au avut timp să facă repetiții. Asta, combinată cu sosirea în ultimul minut a lui Denny din Canada, a dus la o intepretare mediocră.
Primul single de pe album a fost Look Through My Window, care a ocupat locul 24 în Statele Unite dar a eșuat să intre în topuri în Regatul Unit. Totuși, al doilea single, Dedicated To The One I Love, a oferit trupei a întoarcere, ocupând locul doi atât în Statele Unite cât și în Regatul Unit. Acest succes a ajutat albumul să ocupe locul doi în Statele Unite și locul patru în Regatul Unit. Al treilea single, Creeque Alley, a fost o istorisire a trupei înaintea succesului lor. A ocupat locul cinci în Statele Unite și locul nouă în Regatul Unit. Al patrulea și ultimul single de pe album, intepretarea melodiei My Girl, a ocupat locul 15 în Statele Unite dar a eșuat să intre în topurile britanice.
La puțin timp după aceea au lansat melodia Glad To Be Unhappy, neinclusă pe album, care a ocupat locul 26 în Statele Unite dar a eșuat să intre in topurile britanice. De asemenea, în același an, o melodie de pe al doilea album al trupei numit Dancing Bear a fost lansată ca single și a ocupat locul 51 în Statele Unite dar a eșuat să intre în topurile britanice.

### Prima ruptură și al patrulea album
În timp ce înregistrau al patrulea album, trupa a decis să facă o vacanță în Europa pentru a-și îmbogăți creativitatea. În timp ce se aflau la o petrecere organizată de Dunhill Records, casa lor de discuri, Cass Elliot era într-o discuție cu Mick Jagger. John s-a apropiat de ei și a făcut o remarcă insultătoare la adresa ei în fața oaspeților. Dezgustată și umilită, a plecat de la petrecere și a părăsit trupa. Totuși, datorită contractului, Cass Elliot a fost nevoită să revină în trupă și astfel a apărut pe The Papas and the Mamas, al patrulea album.
Primul single, Twelve Thirty, a ocupat locul 20 în Statele Unite dar a eșuat să intre în topurile britanice. Albumul a fost lansat și a fost un nou succes atât în Statele Unite cât și în Regatul Unit (deși a fost primul album al lor care să nu primească discul de aur sau să ocupe primele zece locuri în America). Dupa ce al doilea single, Safe In My Garden, a fost un eșec în topuri, ocupând doar locul 53, casa de discuri a lansat melodia solo a lui Elliot de pe album, o interpretare a melodiei Dream A Little Dream Of Me, care a ocupat locul 12 în Statele Unite. De asemenea, a fost primul lor single care să intre în topurile britanice după cinci eșecuri consecutive, ocupând locul 11. A fost singurul single al trupei care să ocupe un loc mai înalt în Regatul Unit decât în Statele Unite.

### A doua ruptură și destrămarea
După succesul înregistrat cu Dream A Little Dream Of Me, Cass Elliot a decis să își înceapă o carieră solo. Al patrulea și ultimul single de pe album a fost For The Love of Ivy, care a ocupat locul 81 în Statele Unite dar a eșuat să intre în topurile britanice. Apoi trupa a făcut ultima apariție TV împreună la emisiunea Ed Sullivan Show în vara anului 1968, unde au intepretat unele dintre cele mai cunoscute piese ale lor. În timpul unei conversații cu Sullivan, au declarat că își iau o vacanță lungă dar s-ar putea întoarce. La puțin timp după aceea, trupa și-a anunțat oficial destrămarea. Pentru a doua oară, casa de discuri a lansat un single de pe un album mai vechi. O melodie de pe primul album numită Do You Wanna Dance a fost lansat ca single dar a eșuat să intre în topurile britanice și a ocupat doar locul 76 în Statele Unite.
Revizuind contractele, casa de discuri a anunțat că trupa era obligată să mai lanseze încă un album, conform prevederilor contractului, altfel fiecare membru era obligat să plătească clauza de reziliere de 250.000 de dolari. Trupa s-a reunit și a lansat ultimul album, People Like Us, în 1971. Primul și singurul single, Step Out, a ocupat locul 81 în Statele Unite și a eșuat să intre în topurile britanice. Împreună cu eșecul melodiei, albumul nu a reușit să intre în topurile britanice și a devenit primul album al trupei care să nu intre în TOP 20 în Statele Unite, ocupând doar locul 84.
Dupa acest eșec, trupa s-a destrămat oficial, fiecare membru începând o carieră solo.